# Višňovský potok
Višňovský potok (číslo hydrologického pořadí 2-04-10-022) je vodní tok na severu České republiky, ve Frýdlantském výběžku Libereckého kraje. Pramení na území Polska, na jihozápadních svazích Bučiny v nadmořské výšce 430 metrů, a po 6,7 kilometru dlouhém toku se ve výšce 220 m n. m. u Višňové levostranně vlévá do řeky Smědé. Plocha povodí Višňovského potoka má rozlohu 13,1 kilometru čtverečního a v místě jeho ústí dosahuje jeho průměrný průtok hodnoty 0,08 kubického metru za sekundu.
Z vodohospodářského hlediska je Višňovský potok považován za významný tok.